# كلودين ألكساندرين غرين دي تينسين
وٌلدت كلودين ألكساندرين غرين دي تينسين عام 1682 و تُوفيت في الرابع من ديسمبر عام 1749، كانت كلودين كاتبة وداعمة للشئون الأدبية الفرنسية، كانت قريبة جداً من أشهر وأعظم الأدباء و السياسين، ومن ثم أصبحت من مشاهير مجتمع القرن الثامن عشر.
وُلدت كلودين في مدينة غرونوبل الفرنسية بمنطقة شرق منطقة جبال الألب كان والدها رئيس البرلمان الفرنسي. كانت كلودين وتحت عون أبويها راهبة منذ صغرها، وارتدت النقاب ايضاً، لكن هذا ما افسد عليها خُطتها في النجاح. قام البابا الكاثوليكي كليمنت الحادي عشر عام 1714 رسيماً باعتبار كلودين خاضعة للثقافة التقليدية.

## روابط خارجية
- كلودين ألكساندرين غرين دي تينسين على موقع الموسوعة البريطانية (الإنجليزية)